# Count Macaroni
Count Macaroni è un cortometraggio muto del 1915 diretto da Will Louis.

## Produzione
Il film fu prodotto dalla Edison Company.

## Distribuzione
Distribuito dalla General Film Company, il film - un cortometraggio in una bobina - uscì nelle sale cinematografiche USA il 28 aprile 1915.